# Timecode (2016)
Timecode é um filme de drama em curta-metragem espanhol de 2016 dirigido e escrito por Juanjo Giménez. Ele ganhou a Palma de Ouro para curta-metragem na 69ª edição do Festival de Cannes em 2016. Foi indicado ao Oscar de melhor curta-metragem em live action na edição de 2017.

## Enredo
Luna e Diego são os guardas de segurança do estacionamento. Diego faz o turno da noite, e Luna trabalha de dia. Naquele ambiente, um pequeno jogo entre dois transforma o clima tedioso que envolve suas rotinas em felicidade das pequenas coisas.

## Elenco
- Lali Ayguadé ... Luna
- Nicolas Ricchini ... Diego
- Pep Domenech
- Vicente Gil